# 켈로그 (기업)
켈라노바 컴퍼니(영어: Kellanova Company)는 미국의 다국적 기업으로, 시리얼, 과자, 쿠키, 크래커 등의 식품을 생산한다. 1894년 세계 최초로 켈로그 형제의 계속된 연구 실험 중에 콘플레이크가 탄생하였으며, 1906년 2월 19일 윌 키스 켈로그가 설립하였다.
2012년 2월 15일, 켈로그는 프록터 앤드 갬블의 스낵 브랜드인 프링글스를 전격 인수했다.
2023년 10월부터는 WK켈로그와 켈라노바 분할 신설이 되었다.
2024년 8월에는 미국 마즈가 395억 달러를 인수하기로 합의되었고, 2025년 초에 인수 완료를 할 예정이다. 

## 제품
- 콘플레이크
- 콘푸로스트
- 프루트 룹스
- 프링글스

## 대한민국
대한민국에는 1981년에 설립된 합작 투자회사인 농심켈로그가 있다.